# Юнион (округ, Флорида)
Ю́нион (англ. Union County) — округ штата Флорида Соединённых Штатов Америки. На 2000 год в нём проживало 13 442 человека. По оценке бюро переписи населения США в 2008 году население округа составляло 15 141 человек. Окружным центром является город Лейк-Батлер.

## История
Округ Юнион был сформирован в 1921 году из части округа Брадфорд. Название он получил от идеи объединения (англ. union).